# تیم ملی فوتبال زیر ۲۳ سال سوریه
تیم ملی فوتبال زیر ۲۳ سال سوریه نماینده سوریه در بازی‌های المپیک و بازی‌های آسیایی است.